# Borneodessus zetteli
Borneodessus zetteli is een keversoort uit de familie waterroofkevers (Dytiscidae). De wetenschappelijke naam van de soort is voor het eerst geldig gepubliceerd in 2002 door Balke, Hendrich, Mazzoldi & Biström.